# أندري آريندسي
أندري آريندسي (بالإنجليزية: Andre Arendse)‏ (مواليد 27 يونيو 1967) هو لاعب كرة قدم. يلعب مع منتخب جنوب أفريقيا لكرة القدم. سبق له أن لعب في كأس العالم لكرة القدم مع منتخب بلاده.

## روابط خارجية
- أندري آريندسي على موقع الاتحاد الدولي (مؤرشف)  (الإنجليزية)
- أندري آريندسي على موقع قاعدة بيانات كرة القدم.إي يو (الإنجليزية)
- أندري آريندسي على موقع ناشيونال فوتبول تيمز (الإنجليزية)
- أندري آريندسي على موقع عالم كرة القدم.نت (الإنجليزية)